# Волжский завод органического синтеза
Волжский Оргсинтез — один из крупнейших в Европе химических заводов, расположен в городе Волжский в Волгоградской области.

## История
20 января 1960 год — ЦК КПСС и Совет Министров СССР приняли постановления о строительстве в составе Волжского химкомбината второй промышленной площадки. Свыше 10 проектных институтов и организаций г. Москвы, Ленинграда, Ростова, Волгограда и др. городов приступили к проектированию будущего завода.
25 февраля 1962 год — бригада Марцелева С. С. из управления Сталинградгидрострой уложила первый кб бутона и фундамент склада оборудования.
март 1962 год — Генподрядчик — управления Сталинградгидрострой — приступил к основным работам по возведению корпусов производства метионина.
октябрь 1963 год — завершено сооружения установки метилмеркаптана.
28 мая 1964 год — распоряжением Нижне-Волжского совнархоза «Промышленная площадка № 2» (так называлась стройка) Волжского химкомбината получила название «Завод Органического Синтеза».
05 ноября 1964 год — в 13:20 минут Волжский Завод Органического Синтеза впервые в Советском Союзе получил первые тонны метионина. Этот день стал датой рождения завода.
24 ноября 1964 год — государственная комиссия подписала акт о приеме в эксплуатацию производство метионина.
1965 год — подписан контракт с итальянской фирмой «СНИА» — вискоза" о покупке технологии компании «Ф.М.С.Корп. США» и оборудования по выпуску сероуглерода.
декабрь 1967 год — принято в эксплуатацию производство резиновых ускорителей.
март 1970 год — принято в эксплуатацию уникальное производство сероуглерода.
январь 1970 год — диметилсульфид, полученный цехом № 1 из отходов производства, аттестован на государственном уровне.
1978—1979 год — ЦК КПСС и Совет Министров СССР приняли постановление о строительстве на заводе органическогго синтеза комплекса по производству метионина.
1979 год — принят в эксплуатацию цех № 9 по производству глутарового альдегида.
1980 год — объединение "Техмашимпорт "заключил контракт с французской фирмой «Спейшим» о строительстве комплекса по производству метионина мощностью 21 тысяча тонн в год.
декабрь1982 год — принят в эксплуатацию цех № 2 по производству анилина.
конец 1983 год — создание транспортной службы.
05 декабря 1985 год — получена миллионная тонна сероуглерода.
05 ноября 1986 год — из продукта цеха № 1 на установке нового производства «Метионин-2» получен фармацевтический метионин.
январь 1987 год — комплекс по производству метионина принят под пуско-наладочные работы.
июль 1987 год — первенец предприятия, цех № 1 по производству метионина, положивший начало рождению завода, закрыт.
сентябрь 1987 год — принят в эксплуатацию комплекс по производству метионина. Начато новое освоение мощностей.
1992 год — решение о приватизации предприятия.
21 сентября 1994 год — создано ЗАО Флагман, которое реализовывало продукцию Волжского Оргсинтеза.
26 сентября 1995 год — подведены итоги приватизационного конкурса, в результате которого победителем стала фирма РПАН, в результате чего предприятие получило инвестиции на 4.65 млн.долларов, которые пошли на реконструкцию сероуглерода, ксантогенатов, на закупку запчастей для метионина и полигона закачки стоков.
1996 год — начат выпуск монометиланилина.
1996 год — подготовка к аттестации по получению сертификата ИСО-9000.
1997 год — смонтирована и пущена установка по производству пара, цех № 20.
1998 год — на базе пожарной части № 19 была создана аварийно-газоспасательная служба.
июль 2023 год — в Арбитражном суде Волгоградской области началось слушание иска Генеральной прокуратуры РФ к бенефициару «Волжского Оргсинтеза» Александру Соболевскому. Генпрокуратура утверждала, что в 1993—1995 годах он незаконно завладел принадлежащими государству акциями предприятия. Генпрокуратура требовала изъять 100 % акций в пользу государства. В августе 2023 года иск Генпрокуратуры был удовлетворен.
2024 год — Волжским Оргсинтезом управляет компания РосХим. В октябре 2024 года в СМИ появилась информация, что РосХим купил у Росимущества 100 % акций «Волжского Оргсинтеза».

## Развитие
Первый заграничный договор был заключен с французской фирмой «Рон-Пуленк», согласно которому в Марсель было доставлено 1000 тонн метионина выпущенного Волжским Оргсинтезом.
На сегодняшний день в числе партнёров Волжского Оргсинтеза более тридцати компаний в семи странах мира. Применяемые информационные технологии, в том числе управление заказами через интернет, делают взаимодействие более удобным.

## Директора
15 марта 1962 — март 1964 года —- Шилов Валентин Федорович
июнь 1964 −1968 года —- Винников Евсей Абрамович
октябрь 1968 — сентябрь 1969 года —- Бассамыкин Виктор Дмитриевич
январь 1970—1990 года — Рыков Вячеслав Карпович
1990—1993 года — Лисаченко Игорь Григорьевич
март 1993—2002 года — Старовойтов Михаил Карпович
2023 — по настоящее время — Семенько Евгений Леонидович

## Награды предприятия
1. Почетный знак ЦК КПСС, Президиума Верховного Совета СССР, Совета Министров СССР и ВЦСПС в 1972 году за достижения наивысших результатов во Всесоюзном соцсоревновании
2. Памятный знак ЦК КПСС, Совета Министров СССР, ВЦСПС и ЦК ВЛКСМ в 1981 году за эффективность и качество работы в десятой пятилетке
3. Орден «Знак Почета» в 1981 году за большой вклад в развитие химической промышленности
4. Международная «Золотая звезда» и «Золотая пальма» 1997 год
5. «Золотой орел» 1998 год
6. Памятный знак «Во славу города Волжского», июль 1999 год
7. Международная «Золотая арка», большое «Золотое клише», «Большой золотой жетон» 1999 год
8. Лидер российской экономики 1999 год
9. «Золотая медаль химии» 2000 год